# Gisulf de Spoleto
Gisulf a fost duce longobard de Spoleto de la 759 la 761. 
În anul 758, regele Desiderius al longobarzilor, după reprimarea unei revolte a ducelui Alboin, a preluat controlul direct al ducatului de Spoleto până în aprilie al anului următor, când l-a numit pe Gisulf să guverneze ducatul în numele său. Gisulf a domnit până în 761, când fie a murit, fie a fost depus. El a fost înlocuit cândva între septembrie 762 și martie 763 de către Theodicius, un alt susținător al lui Desiderius. 